# 田駢
田 駢（でん べん、生没年不明）は、斉の臣で、道家の人であり、稷下の学士の一人である。

## 威王との会話
田駢は斉王（威王と思われる）に万物平等論を説いた。それを聞いた斉王は、
寡人の有つ所は斉国なり。願わくば斉国の政を聞かん。
と、いらいらして答えた。何か理想の話を聞かされたが、私が聞きたいのは現実の斉を治める方法だ、という意味だ。それに対して田駢は、
臣の言は、政無きけれども、而を以て政を得べし。之を譬うれば材木の若し。材無けれども、而を以て材を得べし。願わくば王の自ら斉国の政を取らんことを。
と答えた。
「私の言うことと政治は無関係に見えますけれど、これは材木を欲しがっている人に林の中の木の話をしているようなもので、私の話にも政治に取り入れられるものがあります。」
という意味だ。（威王はその言葉を理解し、稷下の学者村を造る気になったとも思われる）ここに世に名高い稷下の学士と呼ばれる人々が集まったのだ。
宣王、文学遊説の士を喜ぶ。鄒衍、淳于髠、田駢、接予、慎到、環淵の徒の如きより七十六人、皆、列弟を賜い、上大夫と為す。治めずして議論す。是を以て斉の稷下の学士、復た盛んにして、且に数百人ならんとす。
というところからも分かるように、田駢は稷下の学士の中でも高い地位にあったのだ。

## 戦国策による記述
田駢に関しては、戦国策にも記述がある。
それによれば、
斉のある男が、田駢にお目通りして、こう言った。
「先生は、高義の士と伺って参りました。官途に就いてはなくても、是非とも下働きに使わせてもらいとうございます。」
それを聞いた田駢は、
「君は、どこでそれを聞いたのかね？」
と問うと、男は、
「私の隣家の娘より、聞きました。」
と答えた。田駢は、
「それはどういうことか？」
と尋ねると、男は、
「私の隣家の娘は、嫁いではいませんが、すでに三十歳で、七人の子供をお持ちです。嫁入りはしておりませんが、子供が生まれたのは、何処かに嫁いだも同然で、嫁入りに関しては一切経験済みです。先生は、官途には就いておりませんが、お暮しは、千鍾（一鍾は六石四斗）の豊かさであり、召使が百人の多さであり、官途に就いていることと大して変わりませんので、富に関しては一切経験済みです。」
と答えた。つまり、隣家の娘は嫁入りは経験済みで、田駢は富は経験済みだから、その隣家の娘を嫁がないか？という申し出だが、田駢はこれを断った。